# Опарій Олександр Миколайович
Опарій Олександр Миколайович (нар. 20 червня 1973 р., с. Перехрестівка Роменського району Сумської області) — художник-фарфорист, писанкар, викладач Львівської національної академії мистецтв, член спілки народних майстрів Сумської області.

## Біографія
Олександр Опарій народився 20 червня в 1973 році в с. Перехрестівка Роменського району Сумської області. Після закінчення восьми класів пішов навчатися на кондитера, потім — служба в армії. У 2001 році закінчив Миргородський державний керамічний технікум імені М. В. Гоголя, відділ художньої кераміки.
Працював художником на  Городницькому порцеляновому заводі в Житомирській області. До мистецтва художньої кераміки Олександра Опарія залучив головний художник майолікового заводу у м. Василькові Сергій Михайлович Денисенко. У 2008 р. закінчив Львівську національну академію мистецтв, кафедру художнього текстилю (ОКР «магістр»). Працює на кафедрі з 2008 року, викладач.
У 2011 році закінчив навчання в аспірантурі Львівської національної академії мистецтв. Учасник низки науково-творчих конференцій. Член спілки народних майстрів Сумської області.

## Творчість
Олександр Опарій малював з дитинства. Вперше зацікавився петриківським розписом у шкільному віці. Самотужки вчився малювати техніки петриківського розпису, способам виготовлення пензля, різновидам фарб по книзі Пелагеї Глущенко «Прикрась свій дім» видавництва «Техніка». Це стало певним путівником у мистецтві створення петриківських візерунків.
Бере участь у ярмарках народних майстрів з 1996 року. Учасник багатьох загальних та персональних виставок. У творчому доробку митця обласні, всеукраїнські та міжнародні виставки: в Сумах, Миргороді, Ромнах, Самборі, Шептицькому, Харкові, Києві, Полтаві, Ізяславі, Львові, Івано-Франківську, Відні.
Автор розпису сервізів «Зима Полісся», «Вечірні сутінки», «Рожевий мак», «Багряні квіти», декоративного тарелю «Святодухівський собор", міні-гобелену «Пахощі літа». Захоплюється роботами майстрів петриківського розпису — Галини Павленко-Черниченко, Віри Клименко-Жукової, Надії Білокінь, Ярини Пилипенко, Василя Соколенка, Володимира Глущенка. Одне з чільних місць в  його творчості займає писанкарство. 30 років присвятив себе петриківському розпису на яєчній темпері. Художник працює у Львівській академії мистецтв на кафедрі художнього текстилю.
Працює в галузях: гладкий гобелен, ремізне ткацтво, гарячий батік, вільний розпис на тканині, друк на тканині, контактне фарбування тканин, медіум-принт. Займається розписом порцеляни та писанкарством. Колекціонує народний одяг Середньої Наддніпрянщини.

## Нагороди
- Диплом товариства «Центр Української культури та мистецтва» — за плідну співпрацю — Київ, 2013 ;
- Диплом за участь у II Всеукраїнській виставці «Сонячний Великдень», Київ, 2013 ;
- Диплом учасника XVIII Міжнародного пленеру художнього текстилю «Переплетення», Львів — Коломия — Яремче — Дора, липень — серпень 2015 ;
- Диплом за участь у II всеукраїнській виставці «Сонячний Великдень», Київ, 2016 ;
- Подяка Львівської області організації «Опора», Львів, 2009 ;
- Подяка Управління культури Калуської міськради Івано-Франківської області, Калуш, 2001 ;
- Подяка Національного університету «Острозька Академія» за участь у виставці художнього розпису на тканині , 2011 ;
- Грамота Червоноградської міськради Львівської області, 2016